# Critérium du Dauphiné libéré 1965
La 19e édition du Critérium du Dauphiné libéré a eu lieu du 22 mai au 29 mai 1965. Elle a été remportée par le Français Jacques Anquetil

## Classement général final
| Rang | Vainqueur           | Pays      | Temps       |
| ---- | ------------------- | --------- | ----------- |
| 1er  | Jacques Anquetil    | France    | 42h 04' 36" |
| 2e   | Raymond Poulidor    | France    | + 1' 43"    |
| 3e   | Karl-Heinz Kunde    | Allemagne | + 5' 58"    |
| 4e   | Lucien Aimar        | France    | + 8' 53"    |
| 5e   | Roger Pingeon       | France    | + 10' 23"   |
| 6e   | Fernando Manzaneque | Espagne   | + 11' 16"   |
| 7e   | Eduardo Castelló    | Espagne   | + 13' 25"   |
| 8e   | Ginés García        | Espagne   | + 14' 15"   |
| 9e   | André Foucher       | France    | + 15' 49"   |
| 10e  | Raymond Mastrotto   | France    | + 16' 32"   |

## Les étapes
L'épreuve se dispute en huit étapes dont les 2e et 7e comprennent deux demi-étapes (respectivement 2a et 2b, et 7a et 7b),.
| Étape      | Date   | Villes étapes                      | type                        | Distance (km) | Vainqueur d'étape      | Leader du classement général |
| ---------- | ------ | ---------------------------------- | --------------------------- | ------------- | ---------------------- | ---------------------------- |
| 1re étape  | 22 mai | Mâcon – Montceau-les-Mines         |                             | 211           | Theo Mertens           |                              |
| 2e a étape | 23 mai | Montceau-les-Mines – Roanne        |                             | 92            | Paul Lemeteyer         |                              |
| 2e b étape | 23 mai | Roanne – Saint-Étienne             |                             | 112           | Gilbert Desmet         |                              |
| 3e étape   | 24 mai | Saint-Étienne – Oyonnax            |                             | 223           | Jacques Anquetil       |                              |
| 4e étape   | 25 mai | Nantua – Thonon-les-Bains          |                             | 208           | Pierre Martin          |                              |
| 5e étape   | 26 mai | Thonon-les-Bains – Chambéry        |                             | 226           | Jacques Anquetil       |                              |
| 6e étape   | 27 mai | Chambéry – Grenoble                |                             | 157           | Luís Otaño             |                              |
| 7e a étape | 28 mai | Grenoble – Saint-Marcellin         |                             | 71            | Jan Janssen            |                              |
| 7e b étape | 28 mai | Saint-Marcellin – Romans-sur-Isère | contre-la-montre individuel | 38            | Jacques Anquetil       |                              |
| 8e étape   | 29 mai | Romans-sur-Isère – Avignon         |                             | 227           | Georges Van Coningsloo |                              |